# 10780 Apollinaire
10780 Apollinaire eller 1991 PB2 är en asteroid i huvudbältet som upptäcktes den 2 augusti 1991 av den belgiske astronomen Eric W. Elst vid La Silla-observatoriet. Den är uppkallad efter poeten Guillaume Apollinaire.